# Веттій Юст
Веттій Юст (*Vettius Iustus, д/н —після 328) — державний діяч пізньої Римської імперії.

## Життєпис
Походив з аристократичного роду Веттіїв. Другий син Гая Веттія Коссінія Руфіна, коснула 316 року, та Петронії Пробіани. Про нього замало відомостей. Разом з братом завдяки діяльності батька зробив гарну кар'єру, рано ставши сенатором. У 328 році призначається консулом (разом з Флавієм Январіном). Про його каденцію нічого невідомо.

## Родина
Дружина — Нерація
Діти:
- Веттій Юст, коректор (намісник) Піцена